# Liste der UN-Missionen in Europa
UN-Friedensmissionen in Europa:
| Name               | Resolution | Staaten                 | Beginn | Ende |
| ------------------ | ---------- | ----------------------- | ------ | ---- |
| Beendete Missionen |            |                         |        |      |
| UNPROFOR           | 743        | Ehemaliges Jugoslawien  | 1992   | 1995 |
| UNPREDEP           | 983        | Mazedonien              | 1995   | 1999 |
| UNCRO              | 990        | Kroatien                | 1995   | 1996 |
| UNMIBH             | 1035       | Bosnien und Herzegowina | 1995   | 2002 |
| UNTAES             | 1037       | Kroatien                | 1996   | 1998 |
| UNMOP              | 1083       | Kroatien                | 1996   | 2002 |
| UNPSG              | 1145       | Kroatien                | 1998   | 1998 |
| Laufende Missionen |            |                         |        |      |
| UNFICYP            | 186        | Zypern                  | 1964   |      |
| UNMIK              | 1244       | Kosovo                  | 1999   |      |